# Нойнаст, Даниэла
Даниэла Нойнаст (нем. Daniela Neunast; род. 19 сентября 1966, Потсдам) — немецкая гребчиха, рулевая, выступавшая за сборные ГДР и Германии по академической гребле в 1980-х и 1990-х годах. Чемпионка летних Олимпийских игр в Сеуле, обладательница бронзовой медали Олимпиады в Барселоне, чемпионка мира, победительница многих регат национального и международного значения.

## Биография
Даниэла Нойнаст родилась 19 сентября 1966 года в городе Потсдам, ГДР. Проходила подготовку в местном спортивном клубе «Динамо», позже состояла в клубе «Ганза» из Дортмунда.
Дебютировала на международной арене в сезоне 1982 года, когда вошла в состав восточногерманской национальной сборной и выступила на юниорском чемпионате мира в Италии, где заняла в распашных рулевых четвёрках четвёртое место. Год спустя на мировом первенстве среди юниоров во Франции одержала победу в той же дисциплине. Ещё через год на аналогичных соревнованиях в Швеции была лучшей в восьмёрках.
Начиная с 1985 года выступала на взрослом уровне, в частности в этом сезоне победила в распашных четвёрках на чемпионате мира в Мехелене.
В 1986 году на мировом первенстве в Ноттингеме стала серебряной призёркой в восьмёрках, уступив в финале команде из СССР.
На чемпионате мира 1987 года в Копенгагене попасть в число призёров не смогла, показав в восьмёрках четвёртый результат.
Благодаря череде удачных выступлений удостоилась права защищать честь страны на летних Олимпийских играх 1988 года в Сеуле — в составе команды, куда также вошли гребчихи Аннегрет Штраух, Юдит Цайдлер, Катрин Хаккер, Уте Вильд, Аня Клуге, Беатрикс Шрёэр, Уте Штанге и Рамона Бальтазар, заняла в женских восьмёрках первое место, завоевав тем самым золотую олимпийскую медаль. За это выдающееся достижение награждена орденом «За заслуги перед Отечеством» в золоте.
В 1989 году получила серебро в восьмёрках на чемпионате мира в Бледе, пропустив вперёд команду Румынии.
После объединения ГДР и ФРГ вошла в состав гребной сборной Германии и продолжила принимать участие в крупнейших международных регатах. Так, в 1992 году выиграла бронзовую медаль в восьмёрках на Олимпийских играх в Барселоне — здесь её экипаж опередили гребчихи из Канады и Румынии.
В 1993 году Нойнаст взяла бронзу в восьмёрках на мировом первенстве в Рачице. По итогам сезона удостоилась высшей спортивной награды Германии «Серебряный лавровый лист».
Участвовала в Олимпийских играх 1996 года в Атланте — на сей раз со своей командой попала в утешительный финал B и расположилась в итоговом протоколе соревнований на восьмой строке.